# Quan hệ châu Phi - Trung Quốc

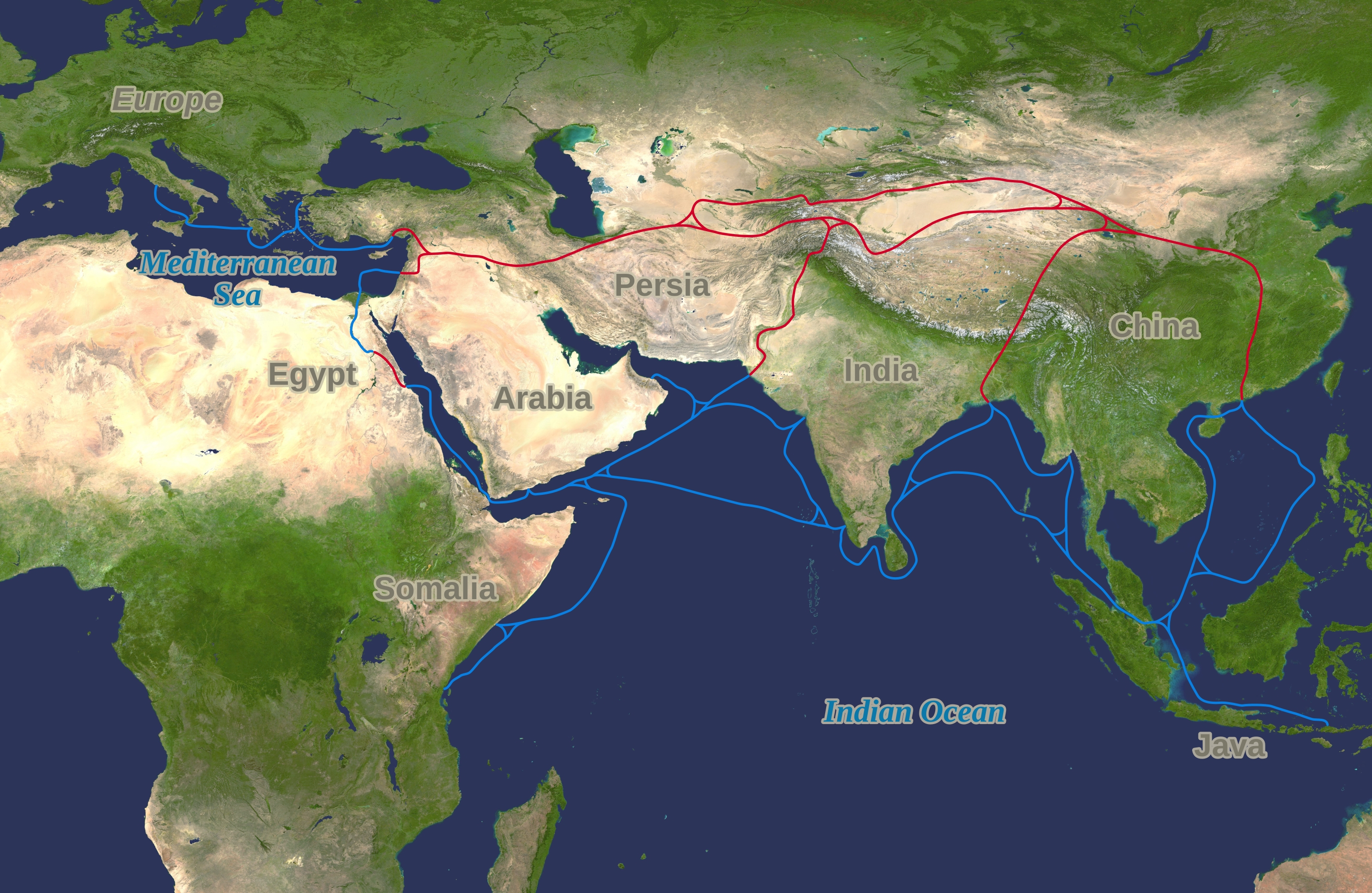
Bản đồ chỉ những con đường mậu dịch khoảng thế kỷ 1 SCN tập trung vào Con đường tơ lụa.

Quan hệ châu Phi - Trung Quốc nói về những kết nối về lịch sử, chính trị, kinh tế, quân sự, xã hội và văn hóa giữa Trung Quốc và châu Phi.
Thương mại giữa Trung Quốc và châu Phi tăng 700% trong thập niên 1990, và Trung Quốc hiện là đối tác thương mại lớn nhất của châu Phi. Bắt đầu từ thế kỷ 21, Trung Quốc đã xây dựng mối quan hệ kinh tế ngày càng mạnh mẽ với châu Phi. Ước tính có khoảng một triệu công dân Trung Quốc đang sinh sống ở châu Phi. Ngược lại, khoảng 200.000 người châu Phi đang làm việc tại Trung Quốc. Diễn đàn về hợp tác Trung Quốc-châu Phi (FOCAC) được thành lập vào tháng 10 năm 2000 là một diễn đàn chính thức để tăng cường mối quan hệ. Một vài nước phương Tây, chẳng hạn như Vương quốc Anh và Hoa Kỳ, đã nêu lên những lo ngại về vai trò chính trị, kinh tế và quân sự mà Trung Quốc đang đóng ở lục địa châu Phi.